# 樓班
樓班（？—207年），東漢末年遼西郡乌桓（烏丸）族的酋長。

## 生平
汉献帝初平年间，其父丘力居單于去世後，樓班年幼，由丘力居的從子蹋頓代為單于。總領右北平、漁陽、上谷三郡的烏桓。樓班長大後，被上谷郡乌桓大人難樓、辽东属国乌桓大人蘇僕延奉立為單于，蹋頓退位為王。樓班和蹋頓在汉末群雄争霸中，依靠袁绍。
袁紹的儿子袁熙、袁尚被曹操击敗，投靠乌桓。207年，曹操親征烏桓，斩杀蹋頓。袁熙、袁尚、樓班、蘇僕延、右北平郡乌桓大人和烏延都投靠了辽东郡太守公孙康，然而公孙康将他们全部杀死，首级献给曹操。余众万余落全部降曹。